# イオアキム・ヴァツェチス

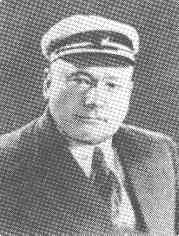
イオアキム・ヴァツェチス

イオアキム・イオアキモヴィチ・ヴァツェチス（Иоаким Иоакимович Вацетис；1873年11月23日 - 1938年7月28日）は、ソビエト連邦の軍人である。二等軍司令官。ロシア革命初期の共和国軍総司令官。赤軍大粛清の犠牲者。 彼は、著名なソビエト指導者の中、亡くなるまで、一度も共産党員（あるいは他の政党の党員）ではなかった珍しい例である。ヴァツィエチス（Вациетис）ともいう。ラトビア人、ラトビア名：ユクムス・ヴァーツィエティス Jukums Vācietis 。

## 人物・来歴
1873年11月23日、ラトビアの小作人の家庭に生まれる。
1896年、ヴィリニュス歩兵士官学校、1908年、参謀本部アカデミーを卒業。第一次世界大戦時、大隊長、後に第5ゼムガル・ラトゥイシュ（ラトビア人）狙撃連隊長を務めた。1917年11月、第12軍司令官、同年12月、スタフカ附属革命野戦本部作戦課長。1918年4月、ヴァツェチスは、ラトゥイシュ・ソビエト狙撃師団を編成し、クレムリンの警備を担当し、左派エスエルの反乱を鎮圧した。同年5月、赤軍最初の観閲式が行われたが、この時ヴァツェチスとラトビア人兵士はレーニンが出席することを要求したが、代わりにトロツキーが来ることを知って観閲式には参加しなかった。同年7月、東部戦線司令官に任命され、9月からは共和国軍総司令官となった。
1919年7月、反革命白軍組織への関与の嫌疑で逮捕された。獄中で、回想録『我が人生と追憶』（Моя жизнь и воспоминания、1977年にラトビアで出版）を執筆した。同年10月、全露中央執行委員会幹部会の決定により裁判は中止され釈放されたが、以後閑職に回された。その後、労農赤軍軍事アカデミーで戦史と戦術の講師を務めた。戦史と軍事ドクトリンに関する一連の本を執筆し、二等軍司令官の階級が与えられた。

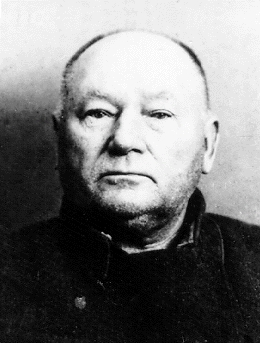
NKVDが撮影したヴァツェチス

1937年11月、ドイツ軍部との関係、ソビエト国家に対する陰謀への参加の嫌疑で再逮捕され、死刑判決を言い渡された。1938年7月28日、処刑された。満64歳没。1957年、名誉回復。